# Tetrorchis erythrogaster
Tetrorchis erythrogaster är en nässeldjursart som beskrevs av Bigelow 1909. Tetrorchis erythrogaster ingår i släktet Tetrorchis och familjen Rhopalonematidae. Inga underarter finns listade i Catalogue of Life.